# Contea di Olosega
La contea di Olosega, in inglese Olosega county, è una delle quattordici suddivisioni amministrative di secondo livello, delle Samoa Americane. L'ente fa parte del distretto Manu'a, ha una superficie di 5,16 km² e 216 abitanti.

## Geografia fisica
La contea comprende tutta l'omonima isola. La cima più alta è il monte Piumatua (639 m)

### Riserve naturali
- Parco nazionale delle Samoa americane

## Villaggi
La contea comprende i villaggi di Olosega e Sili.